# Enrico Pieri
Enrico Pieri (19. April  1934 – 10. Dezember 2021) war als Kind 1944 während des Zweiten Weltkrieges einer von nur wenigen Überlebenden des SS-Massakers in Sant’Anna di Stazzema, in dem seine ganze Familie ausgelöscht wurde, und wurde später zu einem bedeutenden Zeitzeugen.

## Leben
Pieri wuchs in Cassagna, einem Ortsteil von Ne in Ligurien auf. Sein Vater Natale arbeitete dort als Bergmann in den Mangan-Minen. 1942 wurde sein Vater für den Kriegsdienst in Montenegro eingezogen und seine Mutter zog mit den Kindern in ihr Elternhaus nach Sant’Anna di Stazzema. 1943 schied sein Vater aus dem Wehrdienst aus und kehrte zu seiner Familie zurück. Enrico besuchte bis zu Schließung im Frühjahr 1944 die örtliche Volksschule.
Am Morgen des 12. August 1944 saß er mit seiner Mutter Irma, die im vierten Monat schwanger war, seinen zwei Schwestern Alice und Luciana, seinem Vater, seiner Großmutter und seinem Onkel beim Frühstück, als Soldaten der 16. SS-Panzergrenadier-Division „Reichsführer SS“ im Ort auftauchten. Die Einwohner wussten bereits, dass die Deutschen auf dem Weg nach Sant’Anna di Stazzema waren, auch wenn ihnen der Grund verborgen blieb. Viele dachten, dass die Waffen-SS auf der Suche nach Arbeitskräften war, die man als Zwangsarbeiter zwangsrekrutieren wolle. Aus diesem Grund hielten sich die meisten Männer des Ortes in der Umgebung versteckt. Sein Vater war zu Hause geblieben, weil er am Tag zuvor eine Kuh geschlachtet hatte und das Fleisch aufteilen und verarbeiten wollte. Da der Besitz von Fleisch verboten war, blieb er zu Hause, um sich gegenüber den Deutschen zu rechtfertigen und um zu vermeiden, dass seine Frau und seine Schwiegereltern zur Rechenschaft gezogen würden.
Als die Soldaten herum zu schießen begannen, wurde Enrico von der 14-jährigen Tochter der Nachbarn in einen Stauraum unter die Haustreppe gezogen. Von seinem Versteck aus musste er miterleben, wie seine Familie niedergemetzelt wurde. Er harrte auch dort noch aus, als die Soldaten Stroh auf die Leichen warfen und das Stroh anzündeten. Erst als die Soldaten abgezogen waren, rannte er aus dem Haus und versteckte sich in einem nahe gelegenen Feld. Unter Schock stehend wurde er Stunden später verwirrt durch den Ort ziehend von anderen Überlebenden aufgegriffen.
Pieri war einer von wenigen, die das Massaker in der toskanischen Gemeinde Sant’Anna di Stazzema überlebte. Die Männer der 16. SS-Panzergrenadier-Division ermordeten in der „Bandenbekämpfungsaktion“ insgesamt 560 Menschen darunter 130 Kinder. Neben seinen Eltern und seinen zwei Schwestern verlor Pieri an dem Tag noch weitere sieben Familienangehörige.
1960 wanderte Pieri in die Schweiz aus und baute sich dort ein neues Leben auf. Er heiratete und 1963 wurde sein Sohn Massimo geboren. 1992 kehrte Enrico Pieri nach Italien zurück. Er ließ sich in Pietrasanta nieder, eine knappe halbe Autostunde von Sant’Anna di Stazzema entfernt. Nach seiner Rückkehr widmete er sich dem Gedenken der Ereignisse von 1944. Er war Präsident der Opfervereinigung von Sant’Anna di Stazzema und trat als Zeitzeuge unter anderem in Schulen auf.
Die Aufarbeitung des Verbrechens geriet zum langandauernden Skandal. In Deutschland wurden Ermittlungen immer wieder aufs Neue verschleppt, selbst öffentliche Geständnisse von Tatbeteiligten führten nicht zur Anklage. In Italien fehlten jahrzehntelang Beweise und Namen. 1994 wurde eine Vielzahl von verschollen geglaubten Akten wiederentdeckt, ein Journalist der Wochenzeitung L’Espresso nannte den brauner Holzschrank im römischen Palazzo Cesi, dem Sitz der Allgemeinen Militäranwaltschaft in Rom, den „Schrank der Schande“. Dessen Öffnung führte zwar elf Jahre später zu einem Prozess vor dem Militärgericht La Spezia und zur Verurteilung von zehn Divisionsangehörigen wegen vielfachen Mordes zu lebenslangen Haftstrafen. Die Urteile blieben ohne jede praktische Bedeutung, denn Deutschland lieferte die Täter nicht nach Italien aus. Um die Täter in Deutschland zur Rechenschaft zu ziehen, führte Enrico Pieri einen langwierigen Kampf mit anwaltlicher Hilfe. Er vertrat als Präsident des Vereins der Opfer von Sant’Anna di Stazzema alle unmittelbar Betroffenen. Zwölf Jahre dauerte es, um Anklage und Verfahren in Deutschland zu erzwingen. Als 2015 endlich Kompanieführer Gerhard Sommer aus Hamburg für das Massaker zur Verantwortung gezogen werden sollte, war der 93-Jährige dement und nicht mehr verhandlungsfähig. Damit war klar, dass das Massaker niemals gesühnt werden würde. Trotzdem setzte sich Enrico Pieri weiterhin für internationale Verständigung und Aussöhnung ein.
2007 drehte Spike Lee den Film Buffalo Soldiers ’44 – Das Wunder von St. Anna, in dem Enrico eine Hauptrolle spielt.
Italiens Staatspräsident Sergio Mattarella würdigte ihn in seinem Nachruf als „Zeugen der Schrecken des Krieges, unermüdlichen Hüter der Erinnerung und Mann des Friedens“.

## Auszeichnungen
- 2011 Europäischer Bürgerpreis[1]
- 2013 Stuttgarter Friedenspreis, gemeinsam mit Enio Mancini
- 2020 Verdienstorden der Italienischen Republik (Komtur)[6]
- 2020 Bundesverdienstkreuz am Bande, gemeinsam mit Enio Mancini[7]